# BOV
BOV (серб. Borbeno oklopno vozilo, серб. кир.: Борбено оклопно возило (БОВ), дос. «бойова броньована машина») — повнопривідний броньований автомобіль, який виготовляли в колишній Югославії та теперішній Сербії. Нині розробляється друге покоління BOV.

## Перше покоління

### Характеристика
Екіпаж цього колісного бронетранспортера із формулою приводу 4×4 налічує 10 осіб, включаючи водія, навідника та вісьмох піхотинців. Машина оснащена повним приводом і шестициліндровим дизельним двигуном марки Deutz F6L413, що розвиває 150 к.с. (110 кВт) при 2650 об./хв. Броня може витримувати обстріли боєприпасами НАТО калібру 7,62 мм.

### Історія
Цей БТР з'явився на початку 1980-х у комуністичній Югославії. Його розробили на заводі вантажних автомобілів «TAM» у Мариборі на базі вже наявної військової вантажівки TAM 110 із приводом 4x4. На шасі стандартної військової вантажівки ТАМ 110, яка виготовлялася для потреб ЮНА, сконструйовано броньований корпус нової бойової машини.
Машина знайшла застосування як у військовій, так і в цивільній сферах. Для останньої виготовляли варіант BOV-M, оснащений кулеметами, водометами та розпилювачами диму і сльозогінного газу, який використовувала югославська міліція для боротьби з серйозними заворушеннями. На території колишньої Югославії BOV мав і тривале бойове застосування. На початку перших заворушень у Словенії та Хорватії підрозділи військової поліції ЮНА часто використовували BOV, які здебільшого служили для захисту армійських колон. Крім того, над Хорватією було збито багато літаків самохідними установками PSC BOV-3. Чимало бронемашин BOV було втрачено головним чином через слабкий бронезахист. BOV також масово використовували армія Югославії та МВС Сербії під час конфлікту в Косові. У поєднанні з танками Т-55, БМП М-80 та за підтримки піхоти цей БТР переважно в зенітній версії BOV-3 застосовувався для зачищення сіл від бійців АВК.
У нинішній сербській армії BOV використовується у військовій поліції (BOV M-86), в армійських механізованих бронетанкових батальйонах (BOV M-83) і в резервному артилерійському ракетному дивізіоні ППО (BOV-3). BOV використовують і сили спеціального призначення МВС Сербії, а також Республіка Сербська, Хорватія та Федерація Боснії і Герцеговини. Словенська та хорватська армії використовували BOV під час війни в Афганістані.

### Варіанти
- BOV-1 — протитанкова машина, оснащена 6-ма ракетами АТ-3. Також відома як POLO (словен. protivoklopno lansirno orudje «протитанкова пускова установка») M-83.[4]
- BOV-3 — зенітна версія з потрійною 20-мм гарматою M55A4B1.
- BOV-30 — дослідний зразок машини протиповітряної оборони зі здвоєними 30-мм гарматами.
- BOV-M — бронетранспортер для міліції. Ця версія обладнана димовими гранатометами і кулеметом калібру 7,62 або 12,7 мм.
- BOV-SN — версія швидкої допомоги.
- BOV-VP — бронетранспортер для військової поліції. Також відомий як M-86.

#### Нові розробки першого покоління
- BOV M10 — броньована машина для управління/командування артилерійськими системами.
- BOV M11 — броньована розвідувальна машина.
- BOV M15 — бронетранспортер для військової поліції на базі BOV-VP із новим двигуном, трансмісією, шинами run-flat, бойовим модулем із 12,7-мм кулеметом і кращим бронезахистом.[5]
- HS M09 BOV-3 — гібридна система протиповітряної оборони на базі BOV-3 з 8 ЗРК «Стріла-2» на башті.
- MRČKB BOV-3 — мобільний радіозв'язок для командира батальйону, вбудований в машину BOV-3.
- BOV KIV — командно-розвідувальна модернізована бронемашина. Першу партію з 10 одиниць випущено 2020 року.

## Друге покоління

### Характеристика
BOV другого покоління планувалося запустити в серійне виробництво на другу половину 2018 року. Автомобіль BOV нового покоління важить близько 11 т, має новий повний привід і приводиться в рух дизельним двигуном Cummins. Він має нову трансмісію, нові засоби зв'язку і захищає екіпаж від гармат калібру 12,7 мм і всіх протитанкових мін. Нове покоління BOV має вбудований кондиціонер і автономне акумуляторне живлення, що дозволяє всім функціям працювати без увімкненого двигуна, забезпечуючи безшумну роботу. Заплановано кілька варіантів, включаючи різні командні, розвідувальний, армійський, для військової поліції та як транспортер. Поточні відомі версії оснащено бойовим модулем, що складається з 7,62-мм кулемета Zastava та 40-мм гранатомета або 12,7-мм пілотованої вежі Zastava. Розвідницькі версії мають щоглу з денними та нічними камерами високої роздільної здатності, канал передачі даних для пересилання всієї інформації в режимі реального часу в командний центр. Командні версії мають додаткові внутрішні пости з дисплеями для перегляду тактичної обстановки. Він може перевозити до шістьох солдатів у розвідницькому та транспортерному варіантах.

### Варіанти
- BOV scout vehicle — поліпшена версія розвідувальної машини другого покоління, включаючи нову систему радіозв'язку на коротких і ультракоротких хвилях, систему опалення та кондиціонування повітря, тепловізори, систему виявлення та гасіння пожежі, допоміжну силову установку, телескопічну сенсорну щоглу та оновлену броню. Оснащений 12,7-мм пілотованою вежею.[10]
- BOV division artillery command vehicle — удосконалена командна версія у варіанті другого покоління, оснащена бойовим модулем, що складається з 7,62-мм кулемета та 40-мм гранатомета. Всередині є командні пункти з комп'ютерними дисплеями для відображення тактичної ситуації. Інше спорядження аналогічне розвідувальній версії.
- BOV battery artillery command vehicle — покращений командний варіант другого покоління, оснащений бойовим модулем, що складається з 7,62-мм кулемета та 40-мм гранатомета. Всередині є командні пункти з комп'ютерними дисплеями для відображення тактичної ситуації. Інше спорядження аналогічне розвідувальній версії.
- BOV infantry command vehicle — покращений командний варіант другого покоління, оснащений бойовим модулем, що складається з 7,62-мм кулемета та 40-мм гранатомета. Всередині є командні пункти з комп'ютерними дисплеями для відображення тактичної ситуації. Інше спорядження аналогічне розвідувальній версії.

## Галерея— перше покоління

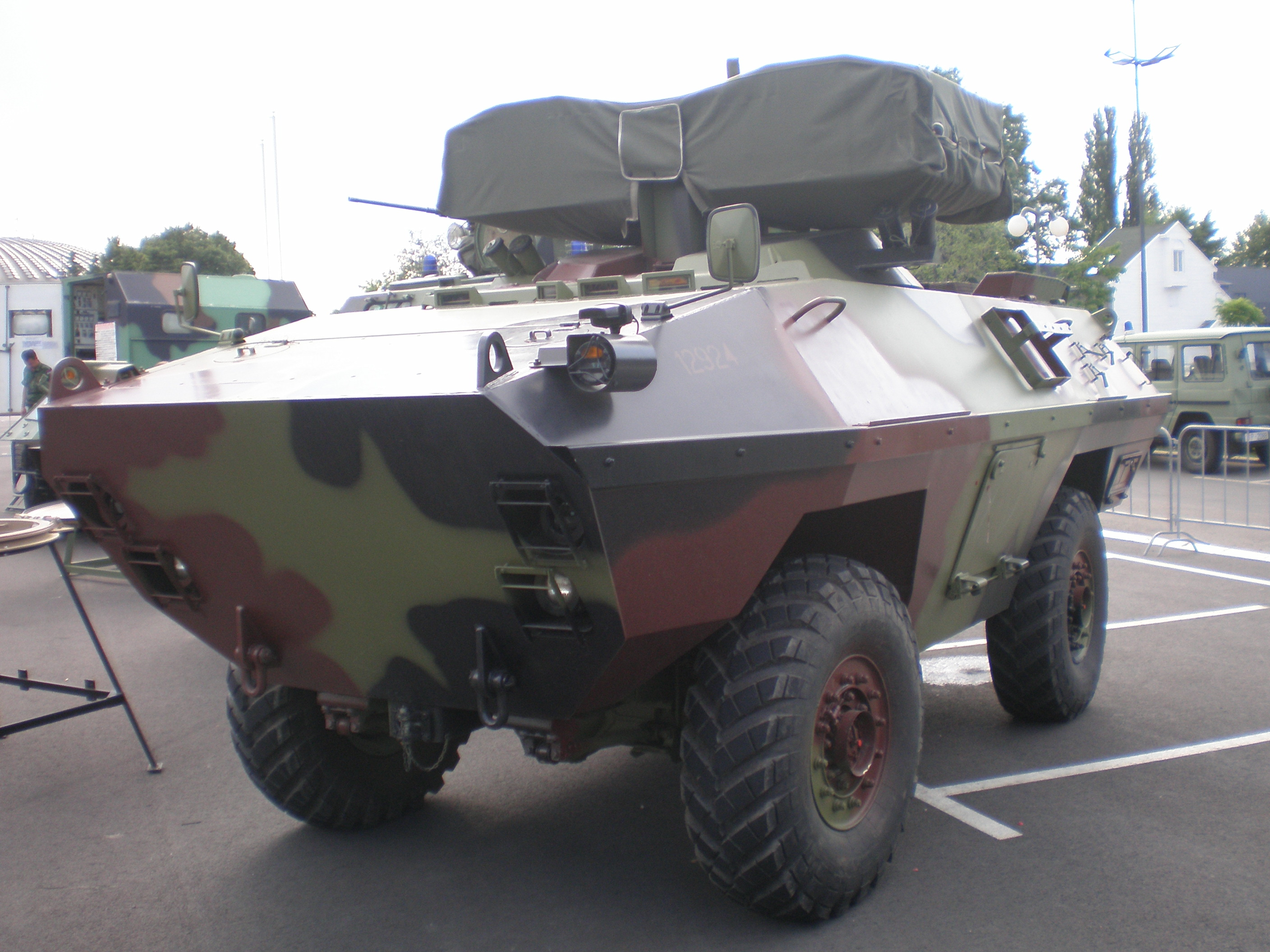
Протитанкова машина BOV-1
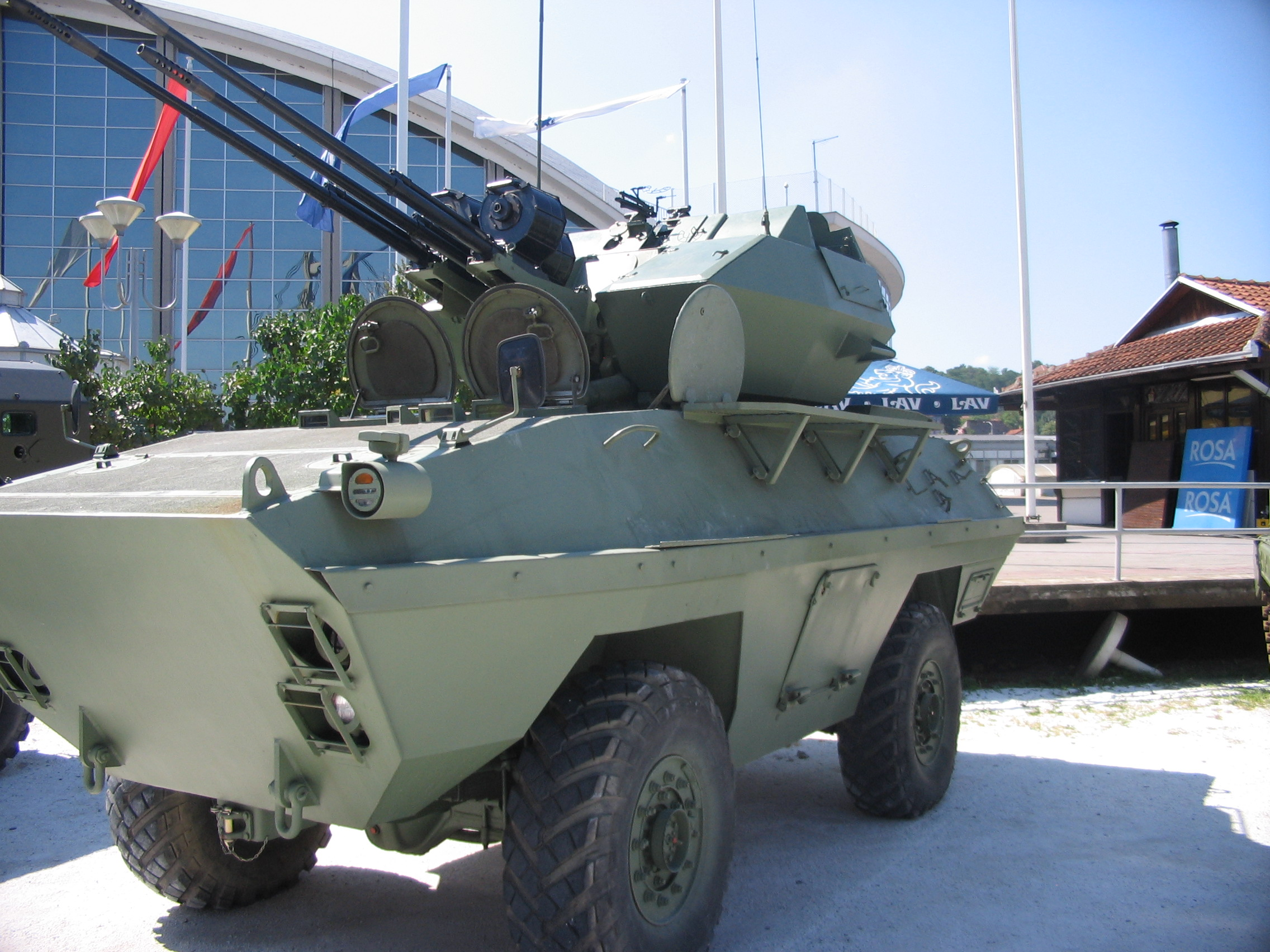
Зенітна машина BOV-3
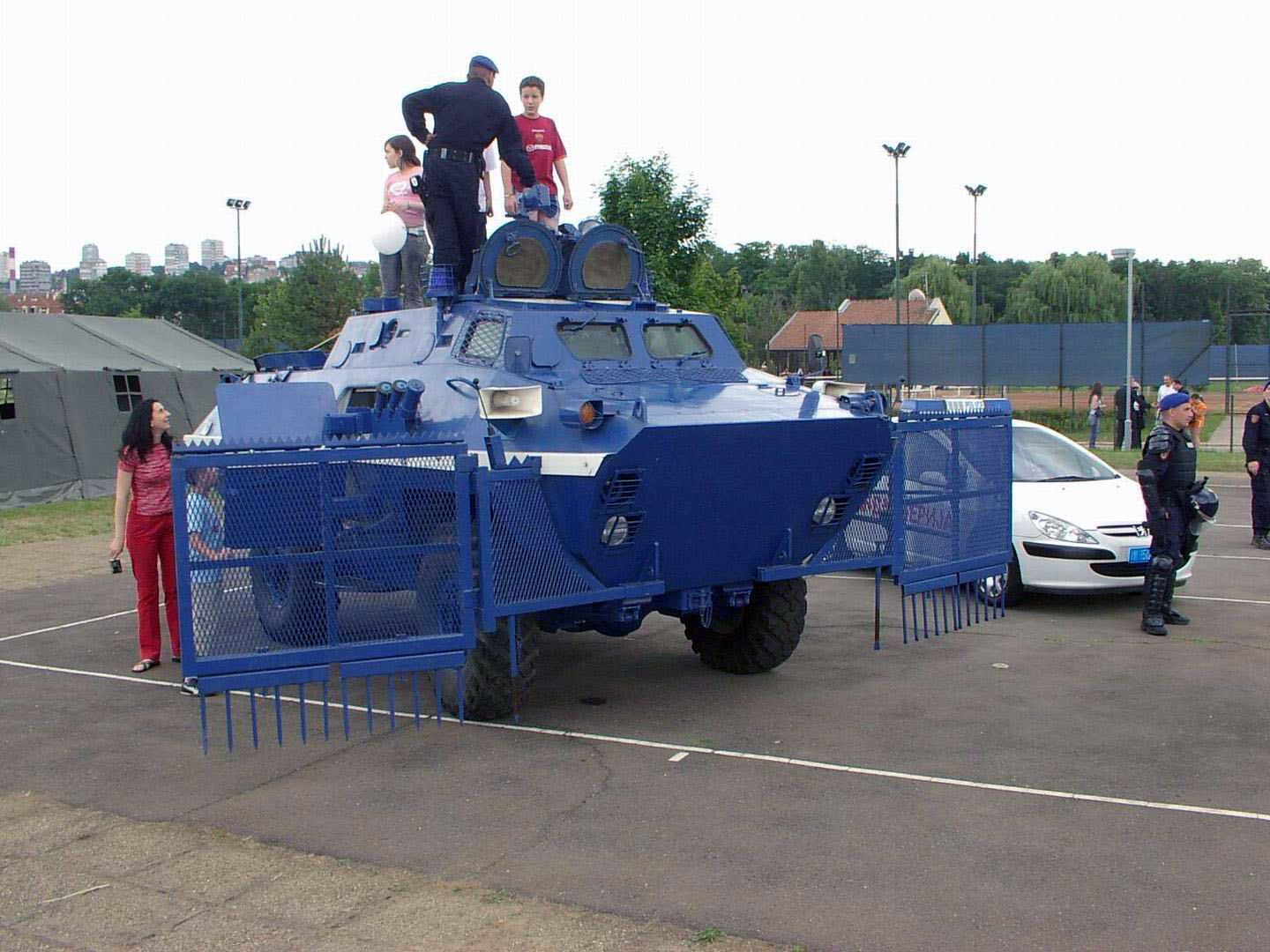
Автомобіль боротьби з масовими заворушеннями BOV-M
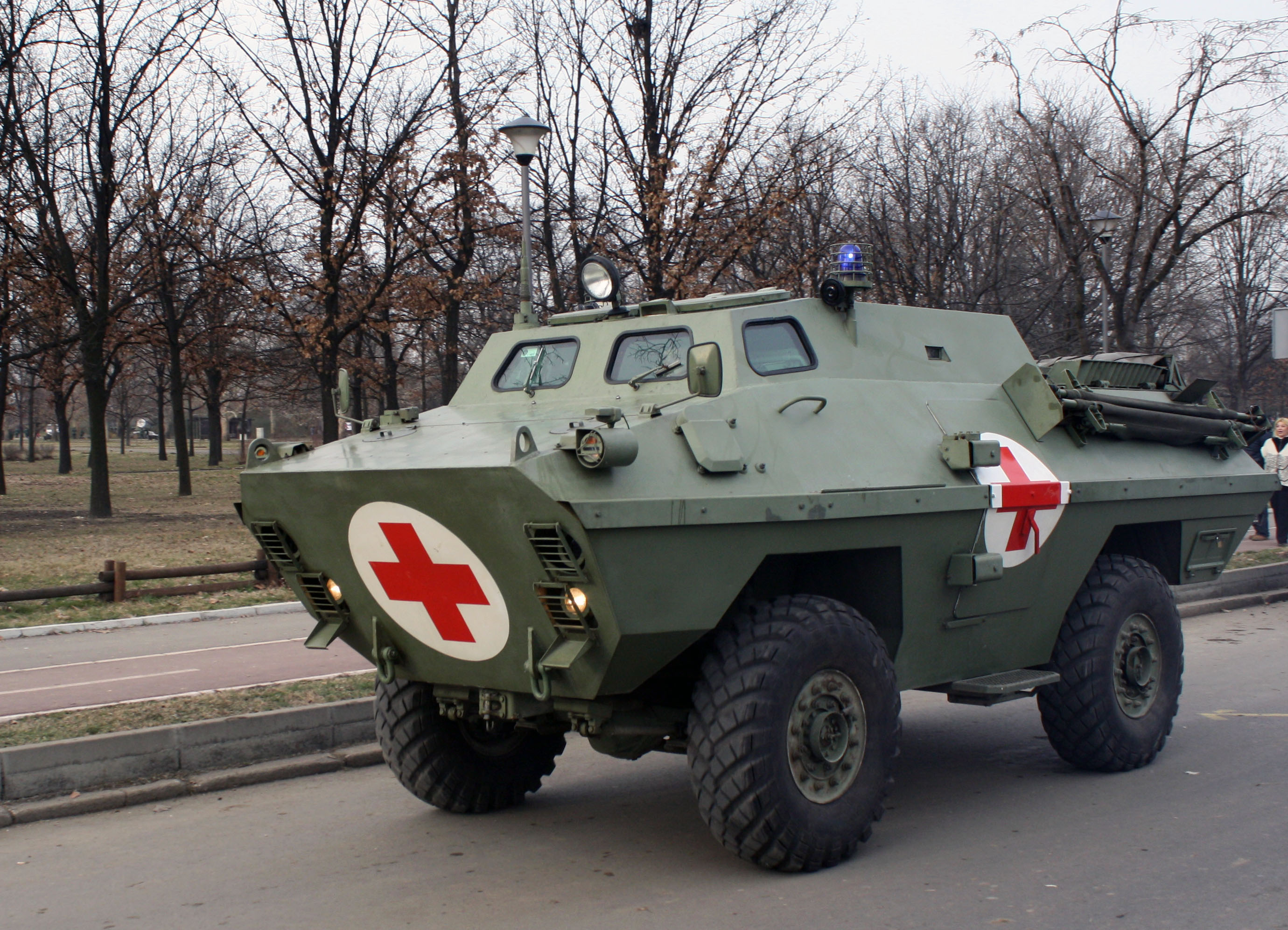
Броньована санітарна машина BOV-SN
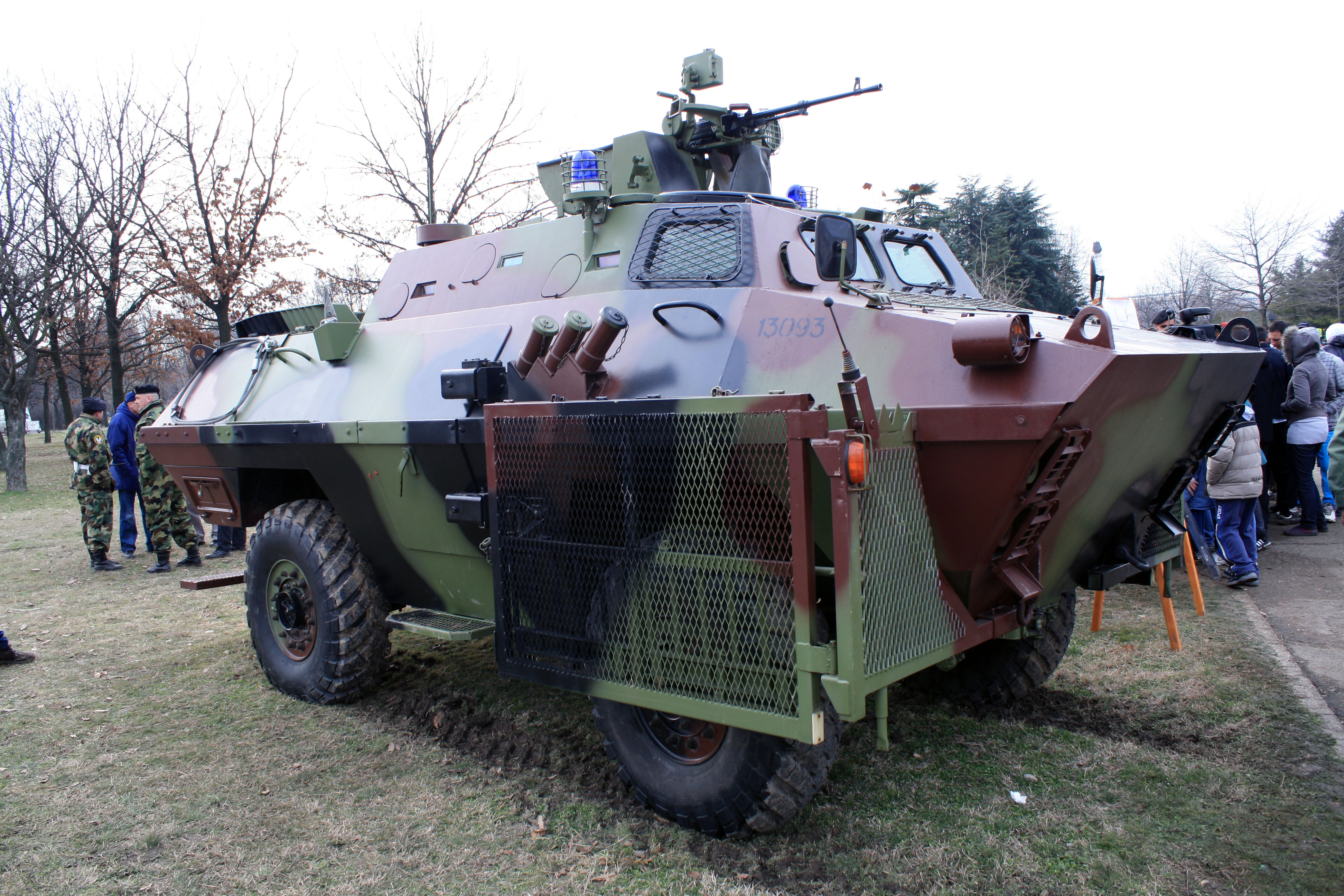
Бронетранспортер для військової поліції BOV-VP
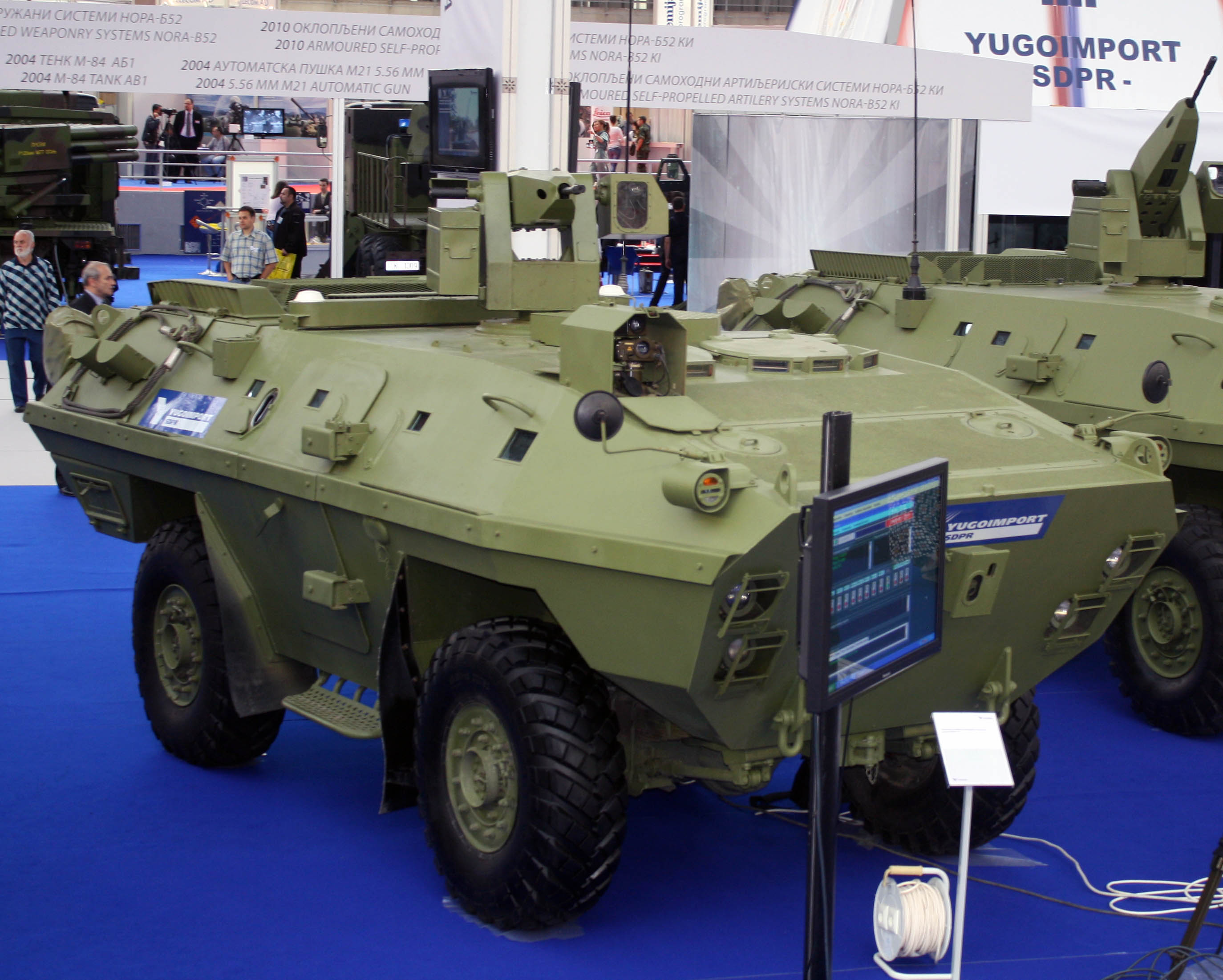
Командна машина для артилерійських систем BOV M10
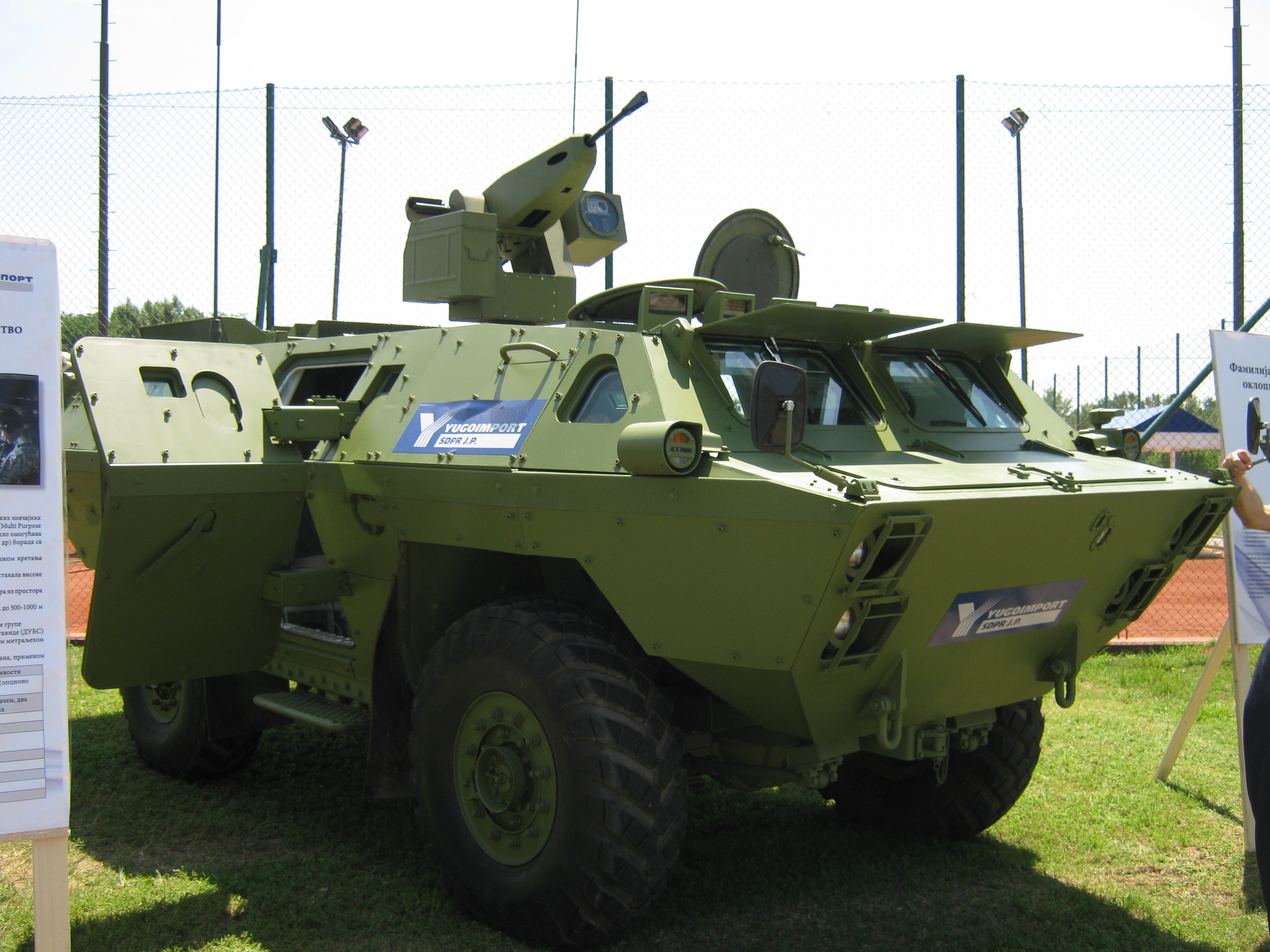
BOV M11
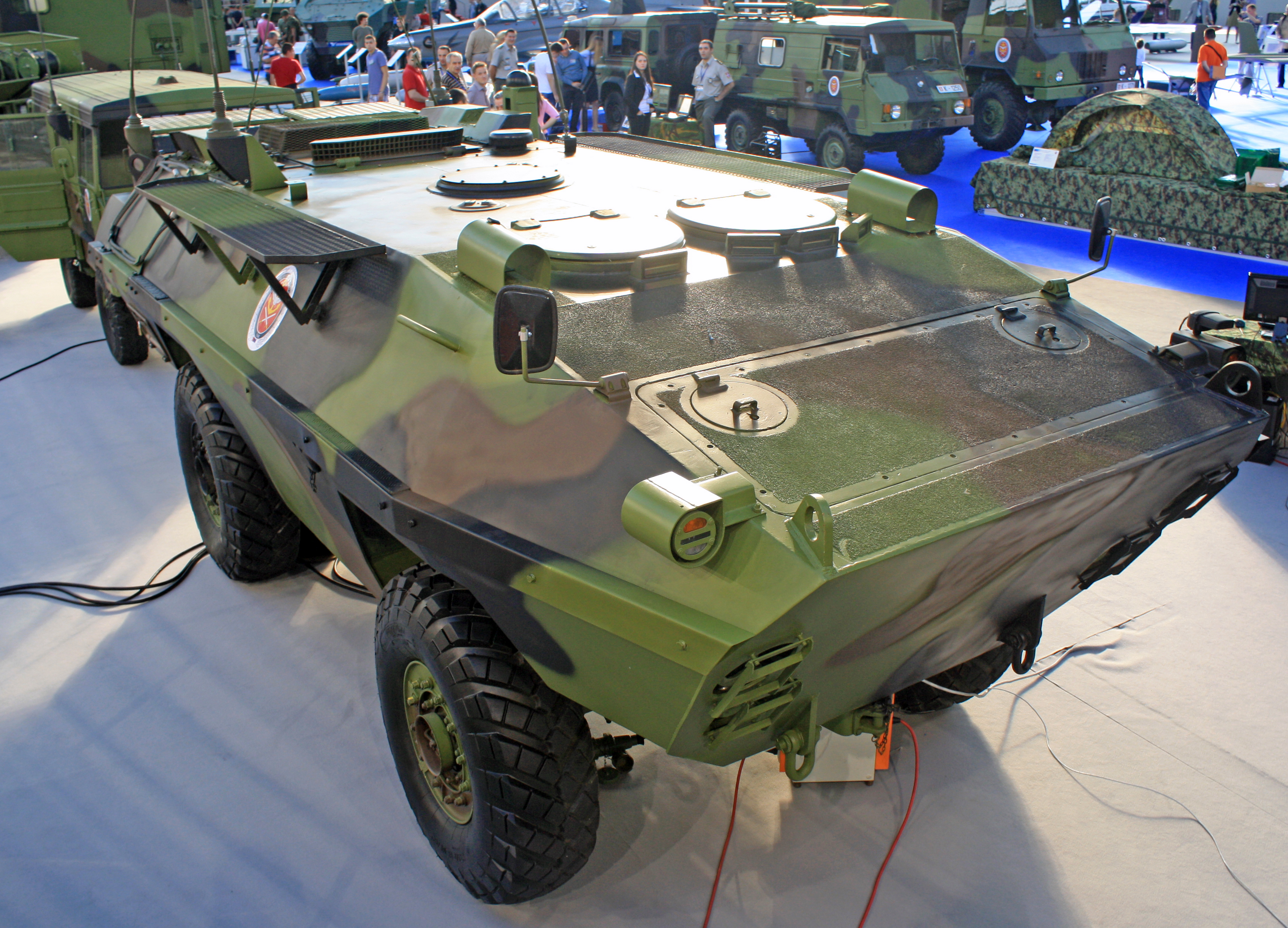
MRČKB BOV-3
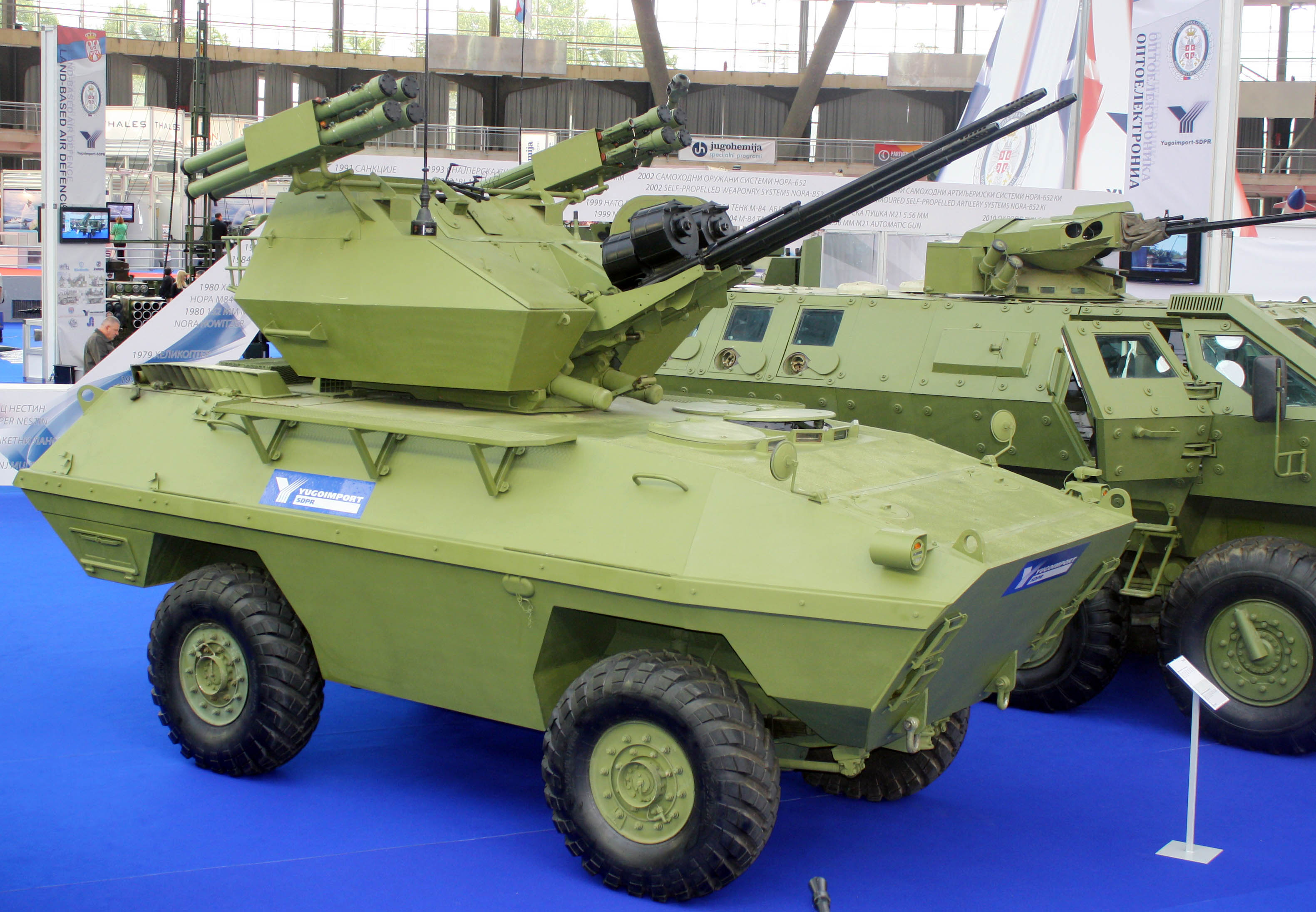
HS M09 BOV-3
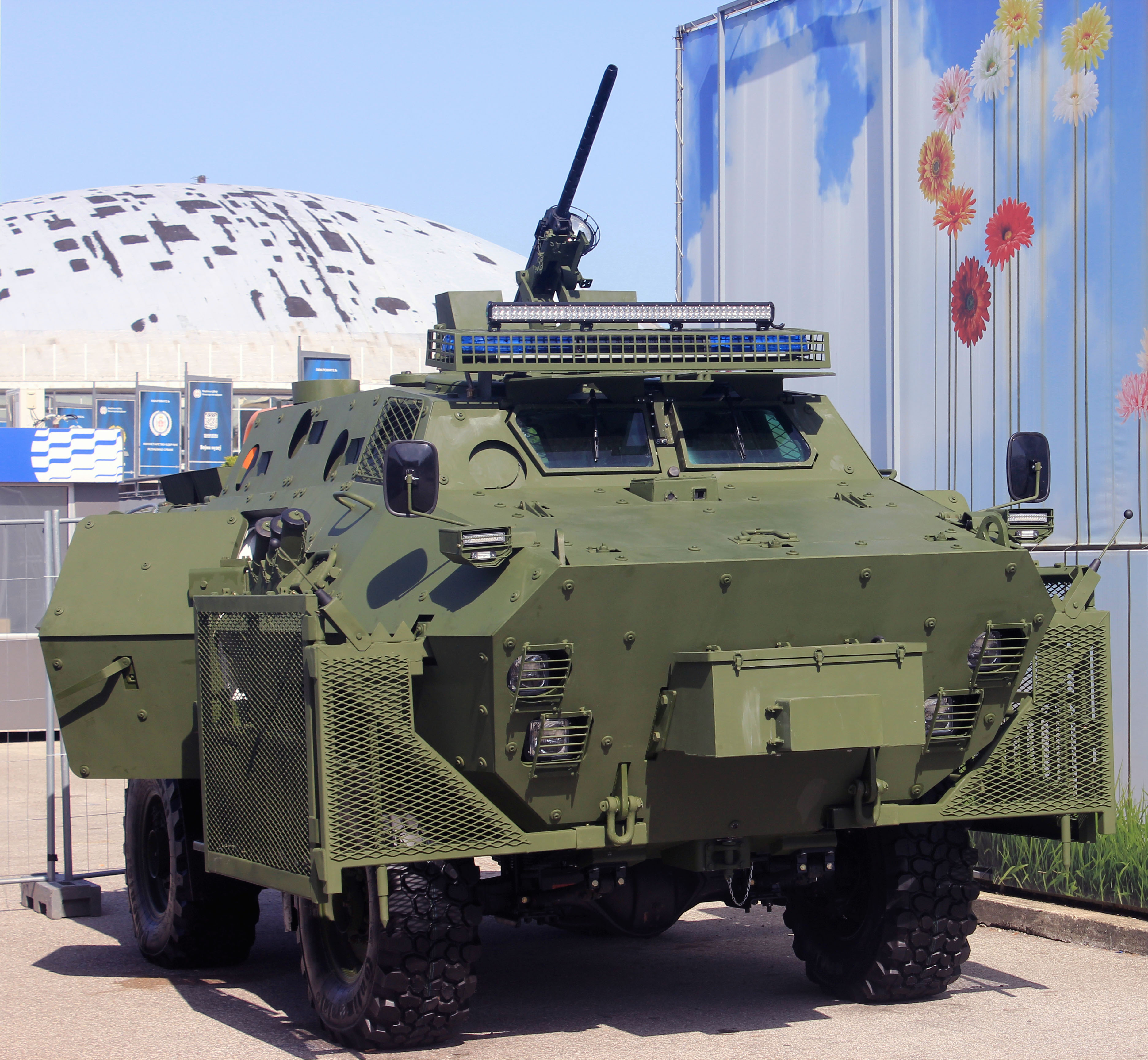
Бронетранспортер для військової поліції BOV M15

## Експлуатанти

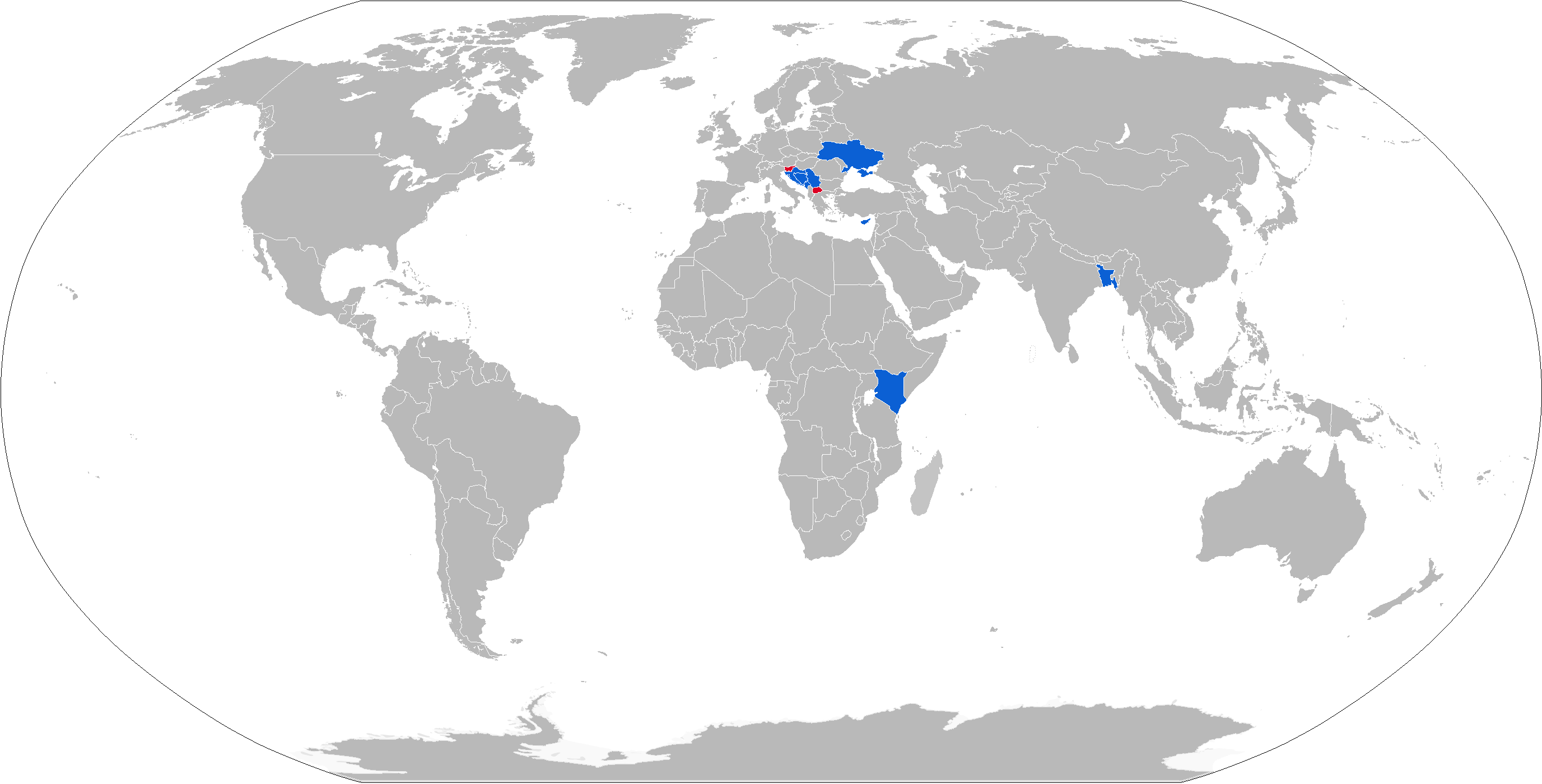
Карта операторів BOV (теперішні виділено синім, колишні — червоним)

### Нинішні
- Бангладеш — бангладеська армія використовує від 8 одиниць BOV M11.[11][12]
- Боснія і Герцеговина — 32 одиниці BOV-1.[13]:90
- Хорватія — 33 BOV-3, 20 BOV-1 і 6 BOV-VP[13]:93
- Чорногорія — 8 BOV-VP, 9 BOV-1[13]:128
- Сербія — 51 BOV-VP, 48 BOV-1 із ПТКР «Малютка»[13]:141–142
- Україна — 26 одиниць, передані Словенією[14].

### Колишні
- Словенія[15]
- СФРЮ — передала державам-наступницям